# Buddy DeFranco
Boniface Ferdinand Leonard DeFranco dit Buddy DeFranco, né le 17 février 1923 à Camden dans le New Jersey, et mort le 24 décembre 2014 à Panama City en Floride, est un clarinettiste de jazz.
Musicien inventif et passionné, il est le premier clarinettiste de jazz bebop, capable de jouer les phrases de Charlie Parker; il traversera six décennies en se renouvelant sans cesse (swing, latin jazz...) et inspirera de nombreux talents (Eddie Daniels...).

## Biographie
Né le 17 février 1923, à Camden , dans le New Jersey (est), Buddy DeFranco grandit à Philadelphie. Son père est un accordeur de piano aveugle et guitariste. Il commence à jouer de la clarinette à l'âge de neuf ans. Il fait ses études à la Mastbaum School of Music de Philadelphie.
À 14 ans, il gagne un concours, le national Tommy Dorsey swing contest, et joue dans une émission de swing à la radio le samedi soir avec Gene Krupa.
Après avoir reçu son diplôme, il débute professionnellement dans l'orchestre de Johnny "Scat" Davis (en) en 1939, puis il joue dans l'orchestre de Gene Krupa où il rencontre Roy Eldridge en 1941.
DeFranco a commencé sa carrière professionnelle en même temps que le Swing et la grande époque des big bands ; plusieurs d'entre eux étaient dirigés par des clarinettistes : Artie Shaw, Benny Goodman et Woody Herman dont la popularité était croissante.
En 1943, il découvre les enregistrements de Charlie Parker qu'il étudie à la clarinette.

« J'ai décidé de jouer de la clarinette comme Bird articulait au saxo. Il n'était pas facile d'imiter Artie Shaw, et encore plus difficile de copier Bird car la clarinette est un instrument si difficile à jouer. »

— Buddy DeFranco, Interview au magazine DownBeat (1943).
De 1944 à 1948, il joue dans le big band de Tommy Dorsey. Il essaie à deux reprises de créer son propre big band sans succès et s'oriente alors à jouer dans de plus petites formations à partir des années 1950. Il joue également dans l'orchestre de Boyd Raeburn en 1948.
En 1949, il s'installe à New-York et est réputé dans les clubs de la 52nd Street ; il enregistre avec le Metronome All-Stars (en) au côté du saxophoniste Charlie Parker qui devient un ami, cet événement marque sa carrière et sa vie de musicien. Il participe également aux formations expérimentales de George Russel et enregistre la même année "Bird in Igor's Yard", une pièce remarquable fusionnant des éléments issus de la musique de Charlie Parker et d'Igor Stravinsky.
En 1950, il a rejoint pendant un an le septet de Count Basie. Il a ensuite dirigé un petit combo au début des années 1950 qui comprenait le pianiste Sonny Clark et le guitariste Tal Farlow. Dans cette période, DeFranco a enregistré pour MGM, Norgran et Verve Records ; les deux derniers labels appartenaient à Norman Granz.
Il réalise régulièrement des tournées « Jazz at the Philharmonic » de Norman Granz.
À la fin des années 1950, le rock'n roll prend toute la place dans les médias (TV, radio...) ; le jazz et le style bebop passent de mode, les clubs ferment et Buddy DeFranco s'adapte à nouveau. Les temps sont difficiles pour les jazzmen.
Au cours des années 1960-1964, DeFranco sort quatre albums de quatuor innovant (quatuor Polytonal) en tant que co-leader avec l'accordéoniste be-bop Tommy Gumina .
En 1964, 6 mois après la mort d'Eric Dolphy un des protagonistes du style avant-garde jazz, le label Vee-Jay lui demande d'enregistrer pour la première fois un album (Blues Bag (en)) à la clarinette basse qui n'est pas son instrument de prédilection.
En dépit de ses succès comme clarinettiste bebop, Buddy DeFranco, comme d'autres joueurs de bebop, rencontre des difficultés d'embauche liées aux aspects complexes de cette musique.
Il renoue alors avec une musique plus simple comme le swing, et il devient de 1966 à 1974 le leader du Glenn Miller Orchestra. Cette activité est très prenante et il ne touche presque plus à sa clarinette à partir de 1970.
Il renoue avec une période créative de jazzman en 1975, et maintient une double activité : il travaille régulièrement avec des petites formations osant les couleurs latines, tournant avec le guitariste Martin Taylor ou le vibraphoniste bebop Terry Gibbs et renouant avec son ami Oscar Peterson ; et il présente de nombreux cours pratiques (clinics) dans les universités à travers le pays, souvent en collaboration avec son dernier facteur d'instruments Yamaha. Pendant les 20 premières années de sa carrière, il jouait sur des clarinettes Georges Leblanc Paris (notamment le modèle LL selon les publicités vers 1960) en entretenant des relations proches avec Danny Henkin et Vito Pascucci.
DeFranco a aussi joué, entre autres musiciens, avec George Shearing, Charlie Barnet, Art Tatum, Dizzy Gillespie, Billie Holiday, Stan Getz, Nelson Riddle, Billy Eckstine et Oscar Peterson ; il a enregistré des douzaines d'albums comme leader et au moins 150 comme sideman auprès des grands noms du jazz.
En 2002, le clarinettiste de jazz Fabrice Zammarchi et son épouse Sylvie Mas lui consacrent une biographie basée sur des entretiens.
En 1980, il fonde avec l'université du Montana à Missoula un festival annuel qui porte son nom, le Buddy DeFranco jazz festival.
DeFranco décède à Panama City, Floride, à l'âge de 91 ans.
Lors du déclin du swing et des big bands, DeFranco a été probablement un des seuls clarinettistes de jazz à réussir à adapter son style à son époque et jusqu'aux années 1980, il était le seul musicien de jazz de renom à jouer exclusivement de la clarinette. Il a été, avec Brad Terry (en), un des seuls clarinettistes de jazz bebop.

## Récompenses
DeFranco a reçu 20 prix du magazine «DownBeat», 9 prix du magazine «Metronome (en) », et 16 prix «Playboy» «All-Stars»  en tant que meilleur clarinettiste de jazz.
En 1998, il est nommé à la récompense Grammy Award du meilleur solo de jazz improvisé pour le titre You must believe in Swing enregistré avec le pianiste Dave McKenna.
Il a remporté le prix de jazz le plus prestigieux des États-Unis, le National Endowment for the Arts Jazz Masters Fellowship, en 2006.

## Discographie sélective

### Commeleader
- Mr. Clarinet avec Art Blakey (ds), Kenny Drew (p), Milt Hinton (b), label Norgran, 1953
- The Progressive Mr. DeFranco, label Norgran, 1954
- Pretty Moods, Norgran, 1954
- The Artistry of Buddy DeFranco, Norgran, 1954
- Buddy DeFranco Quartet and Sonny Clark : complete Verve sessions. Enregistré du 7/4/1954 au 1/9/1954 à NYC et à Los Angeles, 1954. « recorded in five separate LPs for the Norgran label in 1954: "Jazz Tones", "Odalisque", "Autumn Leaves", "In A Mellow Mood" and "Sweet and Lovely" », label Mosaic, réédition en 1990
- Buddy DeFranco and Oscar Peterson Play George Gershwin (en) avec Herb Ellis, Oscar Peterson, Marty Berman, Ray Brown, Nick Dimaio, Jack Dumont, David Frisina, Louis Kievman, Dan Lube, Rickey Marino, Murray McEachern, Dick Noel, Richard Perissi, Mischa Russell, Marshall Sosson, Bobby White, Kurt Reher, Eudice Shapiro, Sam Caplan, Julie Jacobs, Henry Hill, label Norgran, 1954, réédition 1998
- The Buddy DeFranco Wailers avec Harry Edison, Barney Kessel, Jimmy Rowles, label Norgran, 1956
- Sweet and Lovely, label Verve, 1956
- In a Mellow Mood, label Norgran, 1956
- Jazz Tones, label Norgran, 1956
- Buddy DeFranco Plays Benny Goodman, label Verve, 1957
- The Art Tatum / Buddy DeFranco Quartet avec Art Tatum, label Verve Records, 1958
- Plays Nelson Riddle's Cross Country Suite, label Dot, 1958. Le compositeur a gagné un prix avec cette œuvre à la première cérémonie des Grammy awards en 1959 pour Best Musical Composition First Recorded and Released in 1958 (over 5 minutes duration) (en)[9].
- Generalissimo, label Verve, 1958
- Buddy DeFranco and the Oscar Peterson Quartet, label Verve, 1958
- Live Date!, label Verve, 1958
- Buddy DeFranco Plays Artie Shaw, label Verve, 1958
- Cooking the Blues, label Verve, 1958
- Bravura , label Verve, 1959
- Pacific Standard Swingin'! Time  avec Tommy Gumina, label Decca, 1960
- Presenting with Tommy Gumina, label Mercury, 1961
- Kaleidoscope avec Tommy Gumina, label Mercury, 1962
- Pol.Y.Tones avec Tommy Gumina, label Mercury, 1963
- The Girl from Ipanema avec Tommy Gumina, label Mercury, 1964
- Blues Bag avec Victor Feldman, Curtis Fuller, Lee Morgan, Art Blakey, Freddie Hill et Victor Sproles (en), 1964
- Crosscurrents avec Lennie Tristano, label Capitol, 1972
- Free Sail avec Victor Feldman, John Chiodini, Joe Cocuzzo, Victor Sproles, label Choice, 1974
- Black Magic avec Helen Forrest, label Shamrock, 1975
- Love Affair with a Clarinet Vol. 2, label Famous Solos, 1976
- Sessions, Live, label Callipe, 1976
- Borinquin, label Sonet, 1976
- Like Someone in Love avec Tal Farlow, Derek Smith, George Duvivier et Ronnie Bedford (en), 1977
- Waterbed, label Choice, 1978
- Buddy DeFranco with Jim Gillis, label Classic Jazz, 1978
- Closed Session, label Verve, 1979
- Buddy DeFranco, label Famous Solos, 1980
- Like Someone in Love, label Progressive, 1980
- Jazz Party: First Time Together avec Terry Gibbs, label Palo Alto, 1981
- Cool & Quiet avec Lennie Tristano, label Capitol, 1982
- Eastern Exposure, label Silver Crest, 1982
- Buddy DeFranco Presents John Denman, label Lud, 1983
- Now's the Time avec Terry Gibbs, label Tall Tree, 1984
- Mr. Lucky, album live avec Albert Dailey, George Duvivier, Ronnie Bedford, Joe Cohn (en), label Pablo, 1984, réédition 1997
- Hark avec Joe Pass, Oscar Peterson, Martin Drew (en) et Niels-Henning Ørsted Pedersen, label Pablo, 1985
- Groovin, label Hep, 1985
- Chicago Fire avec Terry Gibbs, label Contemporary, 1987
- Garden of Dreams avec Martin Taylor, label ProJazz, 1988
- Holiday for Swing avec John Campbell (en), Terry Gibbs, Todd Coolman (en) et Gerry Gibbs, 1988
- Born to Swing! avec Al Grey, Lin Biviano, Dave Cooper, Denis DiBlasio, Donald Downs, Pete Jackson, Larry McKenna, George Rabbai, Joe Sudler, Tony Desantis, Dom Fiori, Wendell Hobbs, Tony Vigilante, Zeigenfus, Brian Pastor, John Simon, 1988
- Nobody Else But Me avec le Metropole Orchestra (en) , label Hark records - limited edition, 1989. Arrangements et direction: Robert Pronk.
- Air Mail Special, avec Terry Gibbs (enregistré live à Carmelo's, Sherman Oaks, CA; October 4-5, 1981), label Contemporary, 1990. Compilation des albums Now's the Time (Tall Trees 6004) et First time together (Palo Alto Jazz 8011).
- Five notes of blues avec Buddy DeFranco, clar. ; Alain Jean-Marie, p ; Michel Gaudry, cb ; Philippe Combelle (de), batt. Enr. en public aux "Alligators" (Paris) en décembre 1991, label Musidisc, 1991
- Kings of Swing avecTerry Gibbs, Herb Ellis, label Contemporary, 1992
- Chip off the Old Bop avec Jimmy Cobb, Keter Betts (en) , Joe Cohn, Larry Novak (en), 1992
- Modern Clarinets: Museum of Modern Jazz, label Verve, 1993
- Buenos Aires Concerts album live avec Jorge López Ruiz (es), Ricardo Lew, Jorge Navarro, 1995
- Free Fall, label Candice, 1996
- You Must Believe in Swing avec Dave McKenna, label Concord Jazz, 1997
- The Champs avec Putte Wickman, label Gazell, 1999
- Terry Gibbs and Buddy DeFranco Play Steve Allen, label Contemporary, 1999
- Gone with the Wind avec le trio Todd Coolman, Jerry Coleman (en), Willie Pickens (en), concert enregistré en concert aux Etats-Unis, label Storyville, 1999
- Do Nothing Till You Hear from Us avec Dave McKenna, Joe Cohn, label Concord Jazz,1999
- A Tribute to Benny Goodman, label Contemporary, 2001
- The Three Sopranos, label hr-musik.de, 2001
- Cookin' the Books avec Butch Miles (en), John Pizzarelli, Martin Pizzarelli (en), Ray Kennedy (en), label Arbos, 2004

### Commesideman
Avec Tommy Dorsey
- Sheikh of Swing (Drive Archive, 1944)
- Yes Indeed! (RCA Victor, 1956)
- Tribute to Dorsey, Vol. 2 (RCA Victor, 1957)
- Tommy Dorsey's Greatest Band (20th Fox, 1959)

Avec Lionel Hampton
- The Lionel Hampton Quintet (Clef, 1954)
- Album #2 (Clef, 1955)
- Lionel Hampton and His All Stars (Columbia, 1957)

Avec d'autres jazzmen 
- Charlie Barnet, Sky Liner (MCA, 1976)
- Count Basie, Blues by Basie (Columbia, 1956)
- Les Brown, Jazz Song Book (Coral, 1960)
- Ella Fitzgerald, Ella Fitzgerald Sings the Jerome Kern & Johnny Mercer Songbooks (Verve, 1976)
- Stan Getz, Stan Getz Blues (VSP, 1966)
- Billie Holiday, Ladylove (United Artists, 1962)
- Billie Holiday, Live in Cologne 1954 (Jazzline, 2014)
- Rolf Kühn, Affairs (Intuition, 1997)
- Herbie Mann, Big Band Mann (VSP, 1966)
- Gerry Mulligan, Chet Baker Gerry Mulligan Buddy DeFranco, "The Gerry Mulligan Quartet with Chet Baker/Buddy de Franco Quartet" (GNP, 1957)
- Joe Negri (en), Uptown Elegance (MCG, 2004)
- Flip Phillips, Flip Philllips Celebrates His 80th Birthday at the March of Jazz 1995 (Arbors, 2003)
- Tullio De Piscopo, Live in Zurich at Moods Club (Rai Trade, 2004)
- Buddy Rich, Buddy Rich at JATP (VSP, 1966)
- Art Tatum, Tatum Group Masterpieces Vol. 7, (Pablo,1956)